# John A. Larson
John A. Larson (1892 – 1983) è stato uno psichiatra e inventore statunitense.
Fu grazie a lui che un particolare tipo di poligrafo chiamato "macchina della verità" prese vita. Laureato alla Rushmore Medical College di Chicago, diventò uno psichiatra forense. John A. Larson dedicò gran parte della sua vita a testare la sua "macchina della verità" e a dimostrarne l'affidabilità. Scrisse moltissimo sull'argomento ma non riuscì mai ad accertare il funzionamento di questa macchina in tutte le situazioni. In particolare, Larson elencò diversi casi in cui la macchina della verità non avrebbe funzionato. I casi sono sostanzialmente di due tipi: quelli dovuti a stati fisici alterati e quelli dovuti a stati mentali alterati.
Anche per la prima tipologia bisogna operare una distinzione tra alterazione volontaria o involontaria. In effetti lo stato fisico può essere alterato, ad esempio, dal nervosismo o dallo stress: essi possono determinare un aumento della frequenza cardiaca e della pressione sanguigna, per cui la macchina registrerà una bugia anche se l'intervistato sta dicendo la verità. Oppure può avvenire che l'intervistato riesca ad esercitare sul suo corpo un controllo profondo e totale, tanto da permettergli di abbassare la frequenza del battito cardiaco e quindi di poter nascondere una menzogna.
A volte, però, il malfunzionamento potrebbe essere determinato da uno stato mentale alterato. Larson, durante i suoi studi, notò un particolare tipo di nervosismo che non induce nell'intervistato un'alterazione fisica, ma determina uno stato confusionale che lo porta a rispondere in modo non veritiero.

## Stati confusionali
Proprio questi stati confusionali erano al centro della ricerca di Larson: circa il 2.7% degli intervistati dimostrarono di cadervi per effetti di diversi fattori scatenanti, che Larson scoprì essere legati non tanto alla natura o alla frequenza delle domande, quanto agli argomenti affrontati e al carattere stesso dei soggetti intervistati. I test dimostrarono che effettivamente le persone insicure o timide erano più propense a cadere in stato confusionale. Con il procedere dei test, però, Larson arrivò a capire che l'insicurezza del soggetto intervistato non era l'unico fattore scatenante lo stato confusionale, che poteva essere indotto quando le domande insistevano su temi che provocavano nell'intervistato un forte imbarazzo. perché egli li giudicava altamente immorali, o comunque contrastanti, se non apertamente inconciliabili, con le sue convinzioni: la reazione di imbarazzo veniva registrata dalla macchina come segno di insincerità.
Questa scoperta indusse sia a rivedere l'intero modo di formulare le domande, sia a far eseguire i test con il poligrafo da psicologi o psichiatri, in grado di individuare la scala di valori dell'intervistato e di elaborare in base ad essa domande da cui si potessero ottenere risposte attendibili.
Resta il fatto che l'affidabilità della macchina fu messa seriamente in discussione dagli esiti di queste ricerche: di conseguenza, essa fu sempre meno impiegata, fino a quando, nei primi anni '80, venne completamente bandita da qualsiasi concorso ufficiale e dalle aule di tribunale. Determinante fu un episodio verificatosi nel 1982, quando una donna, dopo essersi sottoposta al test del poligrafo, fu incarcerata ingiustamente con l'accusa di spaccio di droga: successivamente, ella fu rilasciata e il suo caso fu studiato a lungo. I medici stabilirono che la donna era effettivamente insicura: questo dato, unito alla sua fervente fede religiosa, provocò in lei uno stato confusionale momentaneo, che le fece inconsciamente dare risposte non vere al test, il tutto in accordo con le teorie di Larson.
| Controllo di autorità | VIAF (EN) 92026952 · ISNI (EN) 0000 0000 7854 384X · LCCN (EN) no97031179 · GND (DE) 1055339981 |